# 邦巴
邦巴是意大利阿布鲁佐大区基耶蒂省的一个镇。